# ビリー・ハーパー
ビリー・ハーパー（Billy Harper、1943年1月17日 - ）は、ジャズ・サックス奏者。ジョン・コルトレーンの影響を強く受けた世代の一人でテナーサックス奏者。

## 略歴
アメリカテキサス州ヒューストン生まれ。1965年、ノーステキサス大学音楽学部卒業。
アート・ブレイキー（1968年–1970年）、エルヴィン・ジョーンズ（1970年）、サド・ジョーンズ / メル・ルイス・オーケストラ（1970年代）、マックス・ローチ（1970年代後半）など、ジャズの偉大なドラマーと共演した。
ランディ・ウェストン・アンサンブルに頻繁に参加した。1973年、ギル・エヴァンス『Svengali』に参加し、「Priestess」「Thoroughbred」の2曲を提供した。
1975年、イタリアのジャズ・レーベル「ブラック・セイント（Black Saint）」はアルバム『ブラック・セイント（Black Saint）』発売と共に設立された。その後のアルバムは、主にSteepleChase、Evidenceなどのレーベルから発売された。

## ディスコグラフィ

### リーダー・アルバム
- 『カプラ・ブラック』 - Capra Black (1973年、Strata-East)
- 『ジョン&ビリー』 - Jon & Billy (1974年、Trio) ※with ジョン・ファディス
- 『ブラック・セイント』 - Black Saint (Billy Harper Quintet On Tour In Europe '75) (1975年、Black Saint)
- 『ラヴ・オン・ザ・スーダン』 - Love on the Sudan (1977年、Denon)
- 『ラヴァーフッド』 - Soran-Bushi, B.H. (1977年、Denon)
- 『ノウリッジ・オブ・セルフ』 - Knowledge of Self (1978年、Denon)
- 『イン・ヨーロッパ』 - Billy Harper Quintet in Europe (1979年、Soul Note)
- The Awakening (1979年、Marge)
- 『トライング・トゥ・メイク・ヘヴン・マイ・ホーム』 - Trying to Make Heaven My Home (1979年、Saba/MPS)
- 『ザ・ビリーバー』 - The Believer (1980年、Baystate/RVC)
- Billy Harper Quintet (1980年、PolJazz) ※ライブ
- 『デスティニー・イズ・ユアーズ』 - Destiny Is Yours (1989年、Steeplechase)
- 『ライヴ・オン・ツアー・イン・ザ・ファー・イースト』 - Live on Tour in the Far East (1991年、Steeplechase)
- 『ファー・イースト・ライヴVol.2』 - Live on Tour in the Far East Vol. 2 (1991年、Steeplechase)
- Live on Tour in the Far East Vol. 3 (1991年、Steeplechase)
- 『ソマリア』 - Somalia (1993年、Evidence)
- 『イフ・アワ・ハーツ・クッド・オンリー・シー』 - If Our Hearts Could Only See (1997年、DIW)
- Soul of an Angel (1999年、Metropolitan)
- Blueprints of Jazz Vol. 2 (2006年、Talking House)
- The Roots of the Blues (2013年、Sunnyside) ※with ランディ・ウェストン

### ザ・クッカーズ (The Cookers)
- Warriors (2010年、Jazz Legacy Productions)
- Cast The First Stone (2011年、Plus Loin Music/Harmonia Mundi)
- Believe (2012年、Motéma Music)
- Time And Time Again (2014年、Motéma Music)
- The Call Of The Wild And Peaceful Heart [live] (2016年、Smoke Sessions)

### 参加アルバム
ルイ・アームストロング
- 『ルイ・アームストロング&ヒズ・フレンド』 - Louis Armstrong and His Friends (1970年、Flying Dutchman/Amsterdam)

ホレス・アーノルド
- 『トライブ』 - Tribe (1973年、Columbia)

アート・ブレイキー
- Live! Vol. 1 (1968年、Everest)
- 『モーニン』 - Moanin' (1968年、LRC)

ジョー・ボナー
- 『エンジェル・アイズ』 - Angel Eyes (1976年、Muse)

スタンリー・カウエル
- Such Great Friends (1983年、Strata-East)

チャールズ・アーランド
- Intensity (1972年、Prestige)
- Charles III (1972–1973年、Prestige)

ギル・エヴァンス
- 『ブルース・イン・オービット』 - Blues in Orbit (1969–1971年、Enja)
- 『フラミンゴの飛翔』 - Where Flamingos Fly (1971年、Artists House)
- 『スヴェンガリ』 - Svengali (1973年、Atlantic)
- 『プレイズ・ジミ・ヘンドリックス』 - The Gil Evans Orchestra Plays the Music of Jimi Hendrix (1974年、RCA)
- 『時の歩廊』 - There Comes a Time (1975年、RCA)

ソニー・フォーチュン
- 『グレート・フレンズ』 - Great Friends (1986年、Black & Blue)

ボビー・ハンフリー
- 『フルート・イン』 - Flute In (1971年、Blue Note)

サド・ジョーンズ / メル・ルイス・オーケストラ
- 『コンサメーション』 - Consummation (1970年、Blue Note)
- 『ポプーリ』 - Potpourri (1974年、Philadelphia International)
- 『スイート・フォー・ポップス』 - Suite for Pops (1975年、Horizon/A&M)

マーク・マスターズ・ジャズ・オーケストラ
- Priestess (1990年、Capri) ※with ジミー・ネッパー

グレイシャン・モンカー3世
- Explorations (2004年、Capri)

リー・モーガン
- 『リー・モーガン・ラスト・アルバム』 - The Last Session (1971年、Blue Note)
- We Remember You (1972年、Fresh Sound)

マックス・ローチ
- 『ブラック・レクイエム』 - Lift Every Voice and Sing (1971年、Atlantic)
- 『ライヴ・イン・トーキョー』 - Live in Tokyo Vol. 1 (1977年、Denon)
- 『ライヴ・イン・トーキョー VOL2』 - Live in Tokyo Vol. 2 (1977年、Denon)
- 『ザ・ロードスター』 - The Loadstar (1977年、Horo)
- 『ライヴ イッツ・タイム』 - Live in Amsterdam (1977年、Baystate/RVC)
- Confirmation (1978年、Fluid)

ウディ・ショウ
- 『ラヴ・ダンス』 - Love Dance (1975年、Muse)

レオン・トーマス
- 『レオン・トーマス・アルバム』 - The Leon Thomas Album (1970年、Flying Dutchman)

マラキ・トンプソン
- 47th Street (1997年、Delmark)
- Freebop Now! (1998年、Delmark)
- Blue Jazz (2003年、Delmark) ※with ゲイリー・バーツ

チャールズ・トリヴァー
- With Love (2006年、Mosaic/Blue Note)
- Emperor March: Live at the Blue Note (2008年、Half Note)

マッコイ・タイナー
- 『ジャーニー』 - Journey (1993年、Birdology)

ランディ・ウェストン
- 『タンジャ』 - Tanjah (1973年、Polydor)
- 『カーニバル』 - Carnival (1974年、Freedom)
- The Spirits of Our Ancestors (1991年、Antilles/Verve)
- 『サガ』 - Saga (1995年、Verve)

ピョートル・ヴォイタシク
- Quest (1996年、Power Bros)